# Chrysobothris cuprina
Chrysobothris cuprina es una especie de escarabajo del género Chrysobothris, familia Buprestidae. Fue descrita científicamente por Klug en 1829.